# Alfred Russel Wallace
Alfred Russel Wallace, född 8 januari 1823 i Usk i Monmouthshire, död 7 november 1913 i Broadstone i Dorset, var en brittisk naturhistoriker, antropolog och biolog. Han är mest känd för att oberoende av Charles Darwin ha utvecklat en teori om hur arter uppkommer genom naturligt urval.

## Biografi
Wallace utförde omfattande forskningsresor både till Sydamerika och Ostindien, där han ägnade sig åt att samla in växt- och djurarter. Detta inte enbart för vetenskapliga ändamål; han bekostade delvis sina resor med att sälja exotiska djur och växter. Under en lång resa kring Borneo och Indonesien publicerade han 1855 en uppsats, On the law, which has regulated the introduction of species, där han utvecklar en teori som påvisar att nya arter tenderar att uppstå i områden där det från tidigare finns närbesläktade arter. Teorin har blivit känd som Sarawaklagen, efter området där han befann sig då han skrev uppsatsen. 
Oberoende av Charles Darwin utvecklade Wallace också en teori om det naturliga urvalet. I februari 1858 färdigställde han en uppsats med titeln On the Tendency of Varieties to depart indefinitely from the Original Type, där han kortfattat redogjorde för sin teori om hur arter uppkommit genom naturligt urval. Wallace skickade uppsatsen till Darwin, som tog del av den i juni 1858. Darwin hade vid tillfället arbetat på sin teori och evolution genom naturligt urval under en längre tid, men ännu inte publicerat sina resultat. När Darwin läste Wallaces brev uppges han ha kommenterat "jag hade inte själv kunnat sammanfatta min teori bättre". Som medlem i Royal Society fick Darwin tillgång till Wallaces uppsats innan den publicerades, och hans vänner uppmanade honom att sammanfatta också sina egna rön (som han slipat på i tjugo år) som Darwin kunde publicera vid samma tillfälle som Wallaces artikel. Så skedde också, och Darwins On the Perpetuation of Varieties and Species by Natural Means of Selection och ett brev från Asa Gray lästes upp inför Linnean Society of London 1 juli 1858.
I likhet med Darwin hade Wallace kommit på teorin när han var ute på en naturhistorisk resa och läst Thomas Robert Malthus teorier om överbefolkning.
Darwin och Wallace blev goda vänner, och trots att Wallace kommit på samma teori som Darwin oberoende av denna tillskrev han Darwin hela äran. Det var till och med Wallace som myntade uttrycket darwinism för att beskriva teorin, och han kallade Darwin för "naturhistoriens Newton" (the Newton of natural history).
Wallace var en ivrig anhängare av spiritismen. Han tilldelades Royal Medal 1868, Darwinmedaljen 1890, Linnean Medal 1892 och Copleymedaljen samt Förtjänstorden 1908. Auktorsnamnet Wallace kan användas för Alfred Russel Wallace i samband med ett vetenskapligt namn inom botaniken; se Wikipediaartiklar som länkar till auktorsnamnet.

## Bates-Wallaces mimikry
Wallace har fått en variant av aggressiv mimikry uppkallad efter sig. Det är Bates-Wallaces mimikry eller Peckhams mimikry, där rovdjur liknar sina bytesdjur för att ha lättare att komma dem in på livet.

### Fotnoter
1. 1 2  Encyclopædia Britannica, Encyclopædia Britannica Online-ID: biography/Alfred-Russel-Wallacetopic/Britannica-Online, läst: 9 oktober 2017.[källa från Wikidata]
2. 1 2  SNAC, SNAC Ark-ID: w6bc41d1, läs online, läst: 9 oktober 2017.[källa från Wikidata]
3. 1 2  Find a Grave, Find A Grave-ID: 6416, läs online, läst: 9 oktober 2017.[källa från Wikidata]
4. ↑  läs online, collections.royalsociety.org .[källa från Wikidata]
5. 1 2 3 4  abART, abART person-ID: 149559, läst: 1 april 2021.[källa från Wikidata]
6. ↑  Charles Dudley Warner (red.), Library of the World's Best Literature, 1897, läs online.[källa från Wikidata]
7. 1 2  Bloodhound, Bionomia-ID: Q160627.[källa från Wikidata]
8. ↑  Gemeinsame Normdatei, läst: 25 juni 2015.[källa från Wikidata]
9. 1 2  Leo van de Pas, Genealogics, 2003, läs online och läs online.[källa från Wikidata]
10. ↑  läs online, www.royalsociety.org.nz .[källa från Wikidata]
11. ↑  Award winners: Darwin Medal (på engelska), läs online, läst: 28 april 2020.[källa från Wikidata]
12. ↑  Royal Geographical Society, Gold Medal Recipients, Royal Geographical Society, 2022, läs online.[källa från Wikidata]
13. ↑  Royal Society, läs online, läst: 2 maj 2020.[källa från Wikidata]
14. ↑  The Darwin-Wallace Medal (på engelska), Linnean Society of London, läs online, läst: 27 december 2018.[källa från Wikidata]
15. ↑  Wallace Letters Online WCP543 (på engelska), Natural History Museum, läs online, läst: 28 april 2020.[källa från Wikidata]
16. ↑  Honours Wallace Received (på engelska), läs online, läst: 2 maj 2020.[källa från Wikidata]
17. ↑  Award winners : Copley Medal (på engelska), Royal Society, läs online, läst: 30 december 2018.[källa från Wikidata]
18. ↑  Journal of the Proceedings of the Linnean Society, 1858, sid. 45
19. ↑  Pasteur 1982, s. 169-199.